# 1631
1631 (MDCXXXI) е обикновена година, започваща в сряда според Григорианския календар.

## Родени
- Франсоа Вател, френски готвач
- 4 ноември – Мария-Хенриета Стюарт, английска принцеса и майка на английския крал Уилям III

## Починали
- 31 март – Джон Дън, английски поет